# Ryan David Jahn

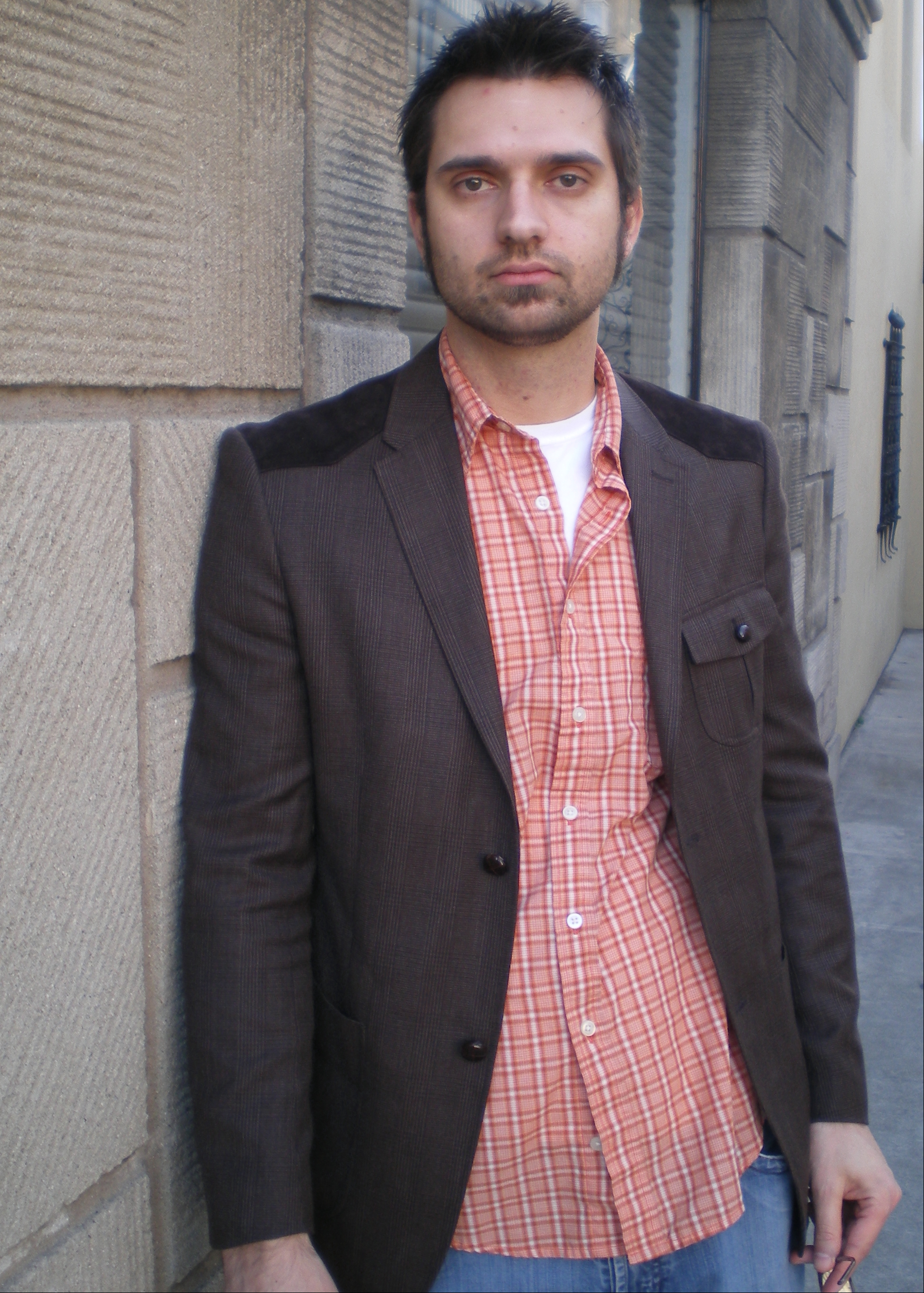
Ryan David Jahn (2009)

Ryan David Jahn (* 1979) ist ein US-amerikanischer Autor.

## Leben
Ryan David Jahn wurde 1979 geboren und wuchs in Arizona, Texas und Kalifornien auf. Nachdem er im Alter von 16 Jahren die Schule verlassen hatte, ging er mehreren Gelegenheitsarbeiten nach und diente einige Zeit in der Armee, ehe er mehrere Jahre im Film- und Fernsehbereich in Los Angeles tätig war. 
Im Jahr 2009 veröffentlichte Jahn seinen ersten Roman Acts Of Violence (dt. Ein Akt der Gewalt), für den er 2010 den CWA New Blood Dagger, einen Preis der Crime Writer’s Association, verliehen bekam. Es folgten vier weitere Romane: Low Life (dt. Die zweite Haut), The Dispatcher (dt. Der Cop) und The Last Tomorrow. Für September 2014 ist die Veröffentlichung seines fünften Romans, The Gentle Assassin, geplant.
Derzeit lebt Ryan David Jahn mit seiner Frau Jessica und seinen beiden Töchtern, Matilda und Francine, in Louisville, Kentucky.

## Werke
- Acts Of Violence (2009) (dt. Ein Akt der Gewalt, 2012, ISBN 978-3-45367-632-9)
- Low Life (2010) (dt. Die zweite Haut, 2014, ISBN 978-3-45343-754-8)
- The Dispatcher (2011) (dt. Der Cop, 2012, ISBN 978-3-45326-777-0)
- The Last Tomorrow (2013)